# Pattex

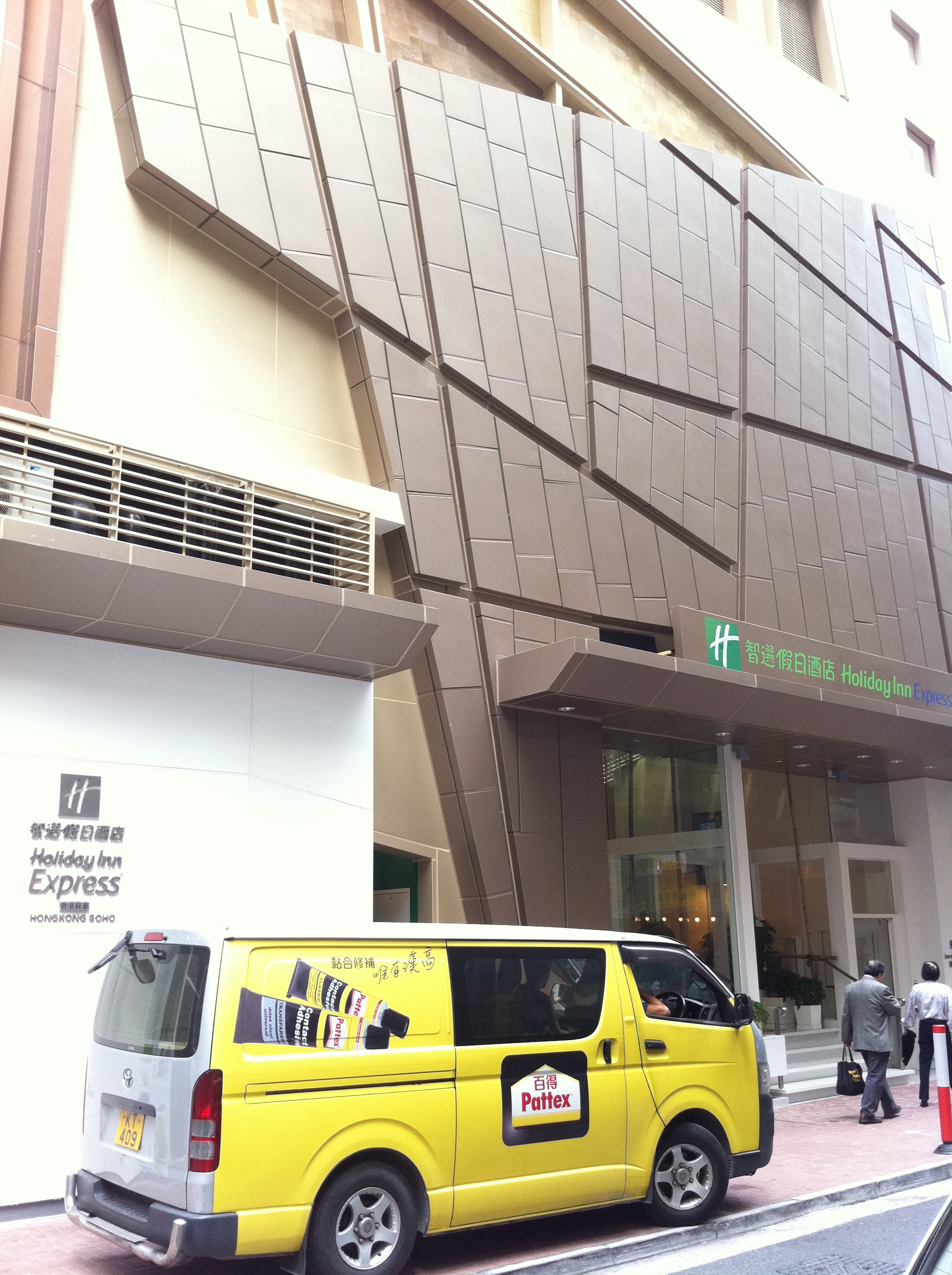
Фургон Toyota Hiace, перевозящий клеи Pattex в Гонконге

Pattex — марка клеев немецкого концерна Henkel со штаб-квартирой в Дюссельдорфе. В ассортименте представлены различные клеи для частного и кустарного использования.

## История
С появлением первого контактного клея холодного отверждения в 1956 году компания Henkel первоначально обслуживала обувную промышленность. В 1958 году разработчики сконструировали специальную разливочную машину для банок и тюбиков, чтобы можно было предлагать и небольшие ёмкости для поделок и домашнего хозяйства.
В 1972 году начался выпуск клея Pattex Compact. В 1981 году в ассортимент был добавлен термопластичный клей, в 1982 году — суперклей, а в 1983 году — клеевой пистолет. Сборочные клеи последовали в 1990 году. В 2001 году был представлен адгезивный моделирующий состав «Repair-Express-Power-Knete», а в 2007 году — гибкий суперклей «Ultra-Gel». В 2009 году была представлена технология «Склеивание Pattex вместо сверления» (нем. «Pattex Kleben-statt-Bohren»).

## Pattex Classic
В настоящее время оригинальный компактный клей продаётся под названием Pattex Classic. Он состоит, в основном, из хлорбутадиена (неопрена) со смесью органических растворителей. Связующее вещество устойчиво к температурам от −40 °C до +110 °C и устойчиво к воздействию воды, разбавленных кислот и щелочей.
Важно, чтобы клеевые поверхности с покрытием хорошо просыхали (обычно не менее 10 минут) перед склеиванием и не продолжительностью, а уровнем контактного давления (минимальное давление 0,5 Н/мм² = 5 кгс/см²), чего также можно достичь за счёт удара молотком. Максимальная прочность склеивания достигается примерно через три дня, но обычно она достаточно высока сразу после склеивания, чтобы можно было немедленно обрабатывать детали (например, обувь).
Основным компонентом смеси растворителей изначально был толуол. В настоящее время вместо толуола используется менее токсичный циклогексан.